# Thomas Henry Huxley
Thomas Henry Huxley, T. H. Huxley, född 4 maj 1825 i Ealing, västra London, död 29 juni 1895 i Eastbourne, East Sussex, var en brittisk biolog. Han var farfar till Julian Huxley, Aldous Huxley och Andrew Fielding Huxley. 
Huxley studerade först till läkare och deltog som sådan i Rattlesnakes världsomsegling 1846–1850. Han var 1854–1885 lärare i naturalhistoria och paleontologi vid Royal colleges of mines, blev 1854 professor i fysiologi vid Royal Institute, var 1874–1877 lordrektor vid Aberdeens universitet samt från 1892 medlem av Privy council.
Huxley kallade sig själv "Darwin's Bulldog" eftersom han försvarade evolutionsteorin och naturligt urval offentligt mot kritik från kyrkan. Han skrev Man's Place in Nature (1863), i vilken han myntade ordet agnosticism, ett begrepp som senare fick en något annan innebörd än den Huxley införde. 
Han var även verksam som paleontolog och upptäckte och beskrev sju dinosauriearter och andra urtidsdjur under sin livstid. Han var ordförande i Royal Society 1883–1885 och tilldelades Royal Medal 1852, Wollastonmedaljen 1876, Clarkemedaljen 1880, Copleymedaljen 1888 och Darwinmedaljen 1894. Huxley var ledamot av Kungliga Vetenskapsakademien från 1874.